# كارل فابيان
كارل فابيان هو لاعب كرة قدم فرنسي في مركز الوسط، ولد في 1 أغسطس 2000 في فرنسا. لعب مع إي أس نانسي.

## وصلات خارجية
- كارل فابيان على موقع قاعدة بيانات كرة القدم.إي يو (الإنجليزية)
- كارل فابيان على موقع ناشيونال فوتبول تيمز (الإنجليزية)
- كارل فابيان على موقع Soccerway.com (الإنجليزية)